# Gallerie Gagosian
Le gallerie Gagosian sono una serie di gallerie d'arte contemporanea appartenenti a Larry Gagosian.

## Storia
Larry Gagosian aprì la sua prima galleria d'arte a Los Angeles nel 1980. Durante la seconda metà degli anni ottanta, egli inaugurò altri due spazi espositivi a Manhattan (New York), mentre nel 1995 venne aperta una sede a Beverly Hills progettata da Richard Meier. Nel 1999 uno dei due spazi espositivi di Manhattan, quello collocato a SoHo, venne trasferito in un'area del New York’s Industrial Chelsea realizzata da Richard Gluckman. La prima galleria Gagosian venne realizzata su progetto della Caruso St John Architects durante la primavera a Piccadilly, Londra, nel 2000. Oggi sono presenti sedici gallerie d'arte Gagosian, una delle quali con sede a Roma, in Via Francesco Crispi.